# Giovanni Rinuccini
Giovanni Rinuccini (ur. 22 lipca 1743 we Florencji, zm. 28 grudnia 1801 w Rzymie) – włoski kardynał.

## Życiorys
Urodził się 22 lipca 1743 roku we Florencji, jako syn Folco Rinuccini and Maria Camilla Aldobrandini. Wstąpił do Kurii Rzymskiej i został protonotariuszem apostolskim, referendarzem Najwyższego Trybunału Sygnatury Apostolskiej, relatorem Świętej Konsulty i wicelegatem w Bolonii. 21 lutego 1794 roku został kreowany kardynałem diakonem i otrzymał diakonię San Giorgio in Velabro. 21 grudnia przyjął święcenia diakonatu. W czasie francuskiej okupacji Rzymu, zmuszony był opuścić miasto. W 1801 roku został prefektem ds. ekonomicznych Kongregacji Rozkrzewiania Wiary, jednak zmarł w tym samym roku 28 grudnia w Rzymie, z powodu apopleksji.